# 崔亮 (南北朝)
崔亮（460年—521年），字敬儒，清河郡东武城县（今河北省衡水市故城县）人。是三国时期崔琰的十世孙。中国南北朝时期北魏官员。

## 生平

### 早年经历
高祖崔琼，为慕容垂的车骑属官。曾祖崔辑，南徙青州，于是出仕南朝宋为太山太守。祖父崔修之，清河太守。
崔亮父崔元孙是宋孝武帝刘骏的尚书郎。湘东王刘彧自立为帝，史称宋明帝，青州刺史沈文秀叛乱。明帝派崔元孙讨伐沈文秀，崔元孙战败而亡。崔亮母房氏携崔亮去历城投奔崔亮的叔祖父冀州刺史崔道固。慕容白曜平定三齐之地，崔亮于皇兴三年（469年）五月被内迁到桑乾，时年虚龄十岁，常依叔父崔幼孙居住，家贫，佣书自业（以为人做笔札工作为业）。

### 入仕
当时李冲当朝执政，崔亮从兄崔光去依附他，要崔亮也去，也可以因而学习李冲家的很多书籍。崔亮以弟妹饥寒为由拒绝了，说自己在市场上也能看书。崔光对李冲说了，李冲召崔亮与他对话，说：“最近看到卿先人的《相命论》，使人胸中不再有怵迫之念。现在这本书没了，卿能记起吗？”崔亮当即背诵，眼泪交集，声韵不差。李冲甚奇之，迎为馆客，对兄子李彦说：“大崔生宽和笃雅，你应该和他交朋友；小崔生峭整清彻，你应该尊敬他。二人终将至大官。”荐崔亮为中书博士。转议郎，不久迁尚书二千石郎。
崔光、崔亮都曾被高允接待，寒暑时节都会拜会他。

#### 孝文帝年间
北魏孝文帝定都洛阳，想推行漢化改革，选置百官，太和十八年（494年）十一月，要群臣三天内举荐一才望兼备者为吏部郎，但第二天就说已有人选，不需要众臣举荐了，派人乘驿马疾行征崔亮为兼吏部郎。与中书博士李叔彪和邢峦亲善，与邢峦从父邢虬也交好。不久为太子中舍人，迁中书侍郎，兼尚书左丞。崔亮虽历任显官，其妻还是亲自舂米扫地。孝文帝闻之，嘉其清贫，诏他带野王令，以增加俸禄，时人以为荣。

#### 宣武帝年间
宣武帝亲政，迁崔亮为给事黄门侍郎，仍兼吏部郎，领青州大中正。崔亮亲自参与选官，将近十年，廉慎明决，为尚书郭秬（一作郭祚）所委任，郭秬常说：“若非崔郎中，选官就办不了了。”
景明元年（500年），崔亮见到邢峦的族弟五岁的邢邵，奇之，说：“此子后当大成，位望通显。”
不久除授散骑常侍，仍为黄门侍郎。迁度支尚书，领御史中尉。北魏朝廷自从迁都之后，经略四方，又经营洛阳，费用很大。崔亮在度支尚书任上别立条文，每年省下的费用数以亿计。又提议修汴蔡二渠，以通边地运输，得到公家和私人的依赖。

##### 弹劾官员
正始元年（504年）三月，尚书令高肇猜忌诸王，想除去官位在自己之上的太傅、领司徒、录尚书皇叔北海王元详以独执朝政，于是诬陷元详与宣武帝宠臣冠军将军茹皓（高肇从妹夫）、直阁将军刘胄、殿中将军常季贤、陈扫静谋为逆乱。四月，宣武帝夜召崔亮入禁中，使他弹劾元详贪淫奢纵，及茹皓等四人怙权贪横，收捕茹皓等囚禁于南台，遣虎贲百人围守元详府第，又担心元详惊惧逃跑，遣左右郭翼开金墉门骑马而出谕旨，示以崔亮的弹劾文书，元详说如果真的是这些罪行就不足忧，只怕有更大的罪落到头上，且承认受贿。茹皓等都被论奏处死，元详被免死为庶人囚禁于太府寺，不久暴亡。崔亮又察觉高肇与远亲族人散骑常侍兼护军高聪有隙，在宣武帝面前陈说高聪之罪，宣武帝于是出高聪为平北将军、并州刺史。
正始三年（506年）十月，兼侍中卢昶因素来厌恶时任度支尚书使持节、都督东讨诸军事、安东将军的邢峦，与侍中、领右卫将军元晖一同陷害他，指使崔亮弹劾邢峦在汉中掠人为奴婢，许诺事成后让宣武帝以崔亮为侍中。崔亮正是卢昶党羽。邢峦因此获罪。
侍中、广平王元怀因是宣武帝胞弟，左右不遵宪法；皇弟京兆王元愉的属官也多骄纵；二王的属官公然接受他人嘱托请求办事。崔亮奉敕审问治罪，在都市中处死三十余人，不死的也都除名免为百姓，只有广平王属官右常侍杨昱、文学崔楷因忠谏获免。宣武帝长期禁止元怀与宾客交通。后在宴会上，元怀仗着自己是皇弟而动气，想侮辱冒犯崔亮。崔亮正色指责他，就在宣武帝面前起身，脱下帽子请罪，拜辞要出去。宣武帝说：“广平王粗疏，又醉了，卿都知道，何必如此？”诏崔亮仍坐下，令元怀道歉。崔亮虽外表方正，其实也观望时局。宣武帝左右郭神安得宠，把弟弟托付给崔亮，崔亮就引其为御史。郭神安身败名裂后，宣武帝在百官于宫中集会时令卢昶宣旨责崔亮在法官任上为何受左右嘱请，崔亮下拜谢罪，无言以对。转都官尚书，又转七兵尚书，领廷尉卿，加散骑常侍，仍任中正。
元晖的堂弟徐州刺史元寿兴为政暴虐，元晖深深嫉妒他的能力，向魏宣武帝诬陷元寿兴，魏宣武帝诏令崔亮乘驿站马匹前去核查。崔亮出发时，接受元晖的旨意，鞭打三个寡妇，命令她们自我诬陷，供称元寿兴压迫她们为婢女，到了徐州，审核元寿兴，将他判处死刑。崔亮慰劳百姓，百姓服气。

##### 造桥便民
除授安西将军、雍州刺史。城北渭水浅得不能行船，行人受阻。崔亮对僚佐举昔日杜预造桥的例子，决定造桥。众人都说水浅，浮桥难以建成。崔亮说只是担心得不到造桥需要的长柱子。正逢天下大雨，山水暴至，浮出数百根长木头，崔亮因而修成了桥，百姓受益，至今仍称之为崔公桥。崔亮读《杜预传》，见杜预曾作八磨，嘉其有济时之用，遂教百姓制作碾。崔亮性公清，敏于断决，在任都被称为称职，三辅地区都服其德政。
任上，有知人之明，钦佩推崇雍州别驾王罴。
宣武帝嘉奖他，诏赐他衣马被褥，后纳他的女儿为九嫔。征崔亮为太常卿，摄吏部事。

#### 孝明帝年间

##### 攻克硖石
延昌四年（515年）正月，宣武帝崩，孝明帝继位。三月，尚书令、任城王元澄与崔亮上言援引古今议论祭祀之事，诏准。崔亮被出为抚军将军、定州刺史。请求用王罴为长史，执政大臣担心他不称职，不肯。九月，梁武帝的左游击将军豫州刺史赵祖悦率众偷据西硖石。诏崔亮假镇南将军，齐王萧宝夤假镇东将军，章武王元融假安南将军，都任为使持节、都督诸军事以讨之。胡太后为崔亮等慰劳送行，赐戎服杂物。崔亮以征虏将军、太中大夫傅竖眼为持节、镇南军司。十月，崔亮到硖石，赵祖悦出城迎战，被崔亮大破，闭城自守，崔亮围攻之。梁军又在城外置二寨，欲拒魏军，崔亮放火击破之，杀三千余人。熙平元年（516年）正月，崔亮未能攻破硖石，与侍中、車騎將軍、都督江西諸軍事、扬州刺史李崇约定水陆并进之期，日日进攻，而李崇不至。胡太后见诸将心不齐，于是以吏部尚书李平为使持节、镇军大将军兼尚书右仆射，率步骑二千赴寿阳，别为行台，节度诸军，以军法节制诸将。二月，李平到了前线，李崇才进军，和崔亮都不敢违命，各有战功。梁武帝又派左卫将军昌义之与直阁王神念渡淮水救硖石。崔亮遣别将崔延伯守下蔡，崔延伯与别将伊甕生夹淮为营，断了赵祖悦的退路，也使得梁救兵的战舰不能前进。胡太后赐崔亮玺书，要他乘胜深入。李平分散诸军，准备水陆并进，以攻打淮堰的梁军。崔亮违背李平节度，称病请还，上表后就出发。李平上表论述军情，说：自己令崔亮暂据下蔡，伊甕生去东岸接应崔亮，防御桥路，崔亮却已擅自还京了；崔亮受任于东南，应该忧国忘家，却在汝阴盘桓不进；在前线停滞八十天，所经营的土山攻道也没完成，损费粮力；崔亮不肯当先，自己以白刃相逼，他才上前；平定硖石后，他又专恣擅自回京，如不予纠正，无以行法；并列举军律，称崔亮失乘胜之机，缺席水陆之会，建议处死。胡太后下令指责崔亮为臣不忠，去留自擅，既损军威，又违背经略，虽有小捷也不可免其大咎，但自己厌恶杀人，特准崔亮以功补过。李崇派别将李神乘斗舰百余艘，沿淮与李平、崔亮合攻硖石，崔亮督陆军攻城西，李崇督水军攻城东，合力攻克硖石外城，赵祖悦出降被斩，传首京城，部众都被俘虏。三月，崔亮以功进号镇北将军。崔亮的儿子通直郎崔士和从征，以军勋拜冠军将军、中散大夫、西道行台、元修义左丞，行泾州事；崔亮的侄子崔思韶随崔亮参与此战，也以军功赐爵武城子，为冀州别驾。崔亮与李平在禁中争功，形于声色。胡太后以崔亮为殿中尚书。
这段时间魏梁之间的交战被认为应了当时的天象。
熙平二年（517年）冬，崔亮奏请于王屋等山采铜铸钱，获准。从此百姓多私下铸钱，钱更薄小轻便了，但货币也因而贬值了。十二月，崔亮又与时任侍中、司空公、领尚书令、任城王元澄上奏言及礼制，胡太后准奏。

##### 晚节不保
神龟元年（518年）四月，胡太后父司徒侍中胡国珍去世，被赠相国、太上秦公。谏议大夫张普惠上表认为“太上”不应该为人臣之号，胡太后看了表文，亲自到胡国珍宅召集王公、八座、卿尹及五品以上官员并召张普惠议论此事。崔亮认为“太上”的确不是人臣之号，但西周已有“太公尚父”，可为先例，且文王、武王与文子、武子并存，太上皇与太上公也可以并存。元澄、皇叔太傅清河王元怿、时任侍中崔光、御史中尉元匡、廷尉少卿袁翻也都反对张普惠所言。最终因众臣顺从胡太后，张普惠的上表无果。
神龟二年（519年）正月，崔亮迁吏部尚书。当月，征西将军张彝之子尚书郎张仲瑀上封言事请求改变选官制度，排挤武官，不让他们成为上品清贵官吏。二月，羽林、虎贲近千人兵变杀张彝。胡太后没有彻底治罪，仅斩杀其中凶悍者八人，令武官依资历参与选官。官职少而应选者多，前尚书李韶仍按常例提拔人才，百姓大为嗟怨。崔亮奏作法律，不问士人贤愚，专以任职时长为准，优先提拔任职时间长的官员。久不升官者皆称其能。崔亮外甥司空谘议刘景安不认同，上书规劝，崔亮答书赞同其所言，并辩解自己的权宜之计。吏部郎薛琡上言反对，未果。后来甄琛、元修义、城阳王元徽相继为吏部尚书，都用崔亮的办法选官，导致官员无论贤愚和人品好坏都能同等升迁。北魏选官错失人才，从崔亮开始。直到东魏元象元年（538年）高澄摄吏部尚书，才恢复了以才选官。
崔亮转侍中、太常卿，不久迁左光禄大夫、尚书右仆射。时刘腾擅权，崔亮通过其妻刘氏的关系倾身事之，故数年间达到显赫官位，被有识者讥笑。转尚书仆射，加散骑常侍。奏请于张方桥东堰谷水造水碾磨数十区，收益为原先的十倍，有利于国用。敬重驾部郎中羊深。正光二年（521年）秋，疽发于背，北魏孝明帝遣舍人问疾，崔亮上表请求罢免仆射之职，送上印绶，诏不许。不久卒，诏给东园秘器、朝服一袭，赠物七百段、蜡三百斤。赠使持节、散骑常侍、车骑大将军、仪同三司、冀州刺史，谥贞烈（《广韵》作正烈）。

## 家庭

### 兄弟姐妹
- 崔敬默，征虏长史
- 崔敬远，庶子，青州州都
- 崔氏，生刘景安

### 夫人
- 刘氏

### 子女
- 崔士安，北魏谏议大夫
- 崔士和，北魏度支尚书、陇右行台
- 崔士泰，北魏龙骧将军、乐陵文肃男
- 崔氏，魏宣武帝妃嫔

## 门第
崔亮被释昙刚《山东士大夫类例》评定为甲姓中的第一甲门，与崔㥄相当，次于崔休兄弟和崔肇师。

## 评价
- 《魏书》史臣曰：崔亮既明达后事，动有名迹，于断年之选，失之逾远，救弊未闻，终为国蠹，“无所苟而已”，其若是乎？[2]
- 《北史》论曰：崔亮既明达从事，动有名迹，于断年之选，失之逾远，救弊未闻，终为国蠹，无苟而已，其若是乎。[1]

## 延伸阅读
[在维基数据编辑]
 《魏書/卷66》，出自魏收《魏书》